# Drăghescu, Argeș
Drăghescu este un sat în comuna Vlădești din județul Argeș, Muntenia, România.